# Toureiro Alucinógeno
Toureiro Alucinógeno é um quadro do pintor espanhol Salvador Dalí.